# Big Ape Productions
Big Ape Productions é um estúdio de desenvolvimento de jogos cujo trabalho consiste primariamente de jogos licenciados.  Foi criado em 1997 por Mike Ebert, ex-designer-chefe da LucasArts, e foi encerrada em 2003.

## Títulos
- Herc's Adventures
- MTV's Celebrity Deathmatch
- The Simpsons Wrestling
- Star Wars Episode I: The Phantom Menace